# Землекелих
Землекелих (Geocalyx) — рід печіночників, єдиний рід родини Geocalycaceae порядку Jungermanniales. Поширення: Європа й Макаронезія, Азія, Австралія й Нова Зеландія, Північна Америка.

## Види
Види:
- Geocalyx caledonicus Steph.
- Geocalyx graveolens (Schrad.) Nees
- Geocalyx heinrichsii T.Katag.
- Geocalyx lancistipulus (Steph.) S.Hatt.
- Geocalyx novaezelandiae Herzog
- Geocalyx orientalis Besch. & Spruce
- Geocalyx yakusimensis S.Hatt.